# Castello di Meudon
Il castello di Meudon è un castello di origine medievale e più volte ricostruito, nel dipartimento francese dell'Hauts-de-Seine (regione dell'Île-de-France), a sud-ovest di Parigi.
L'insieme è stato inserito nella lista dei monumenti storici francesi nel 1972.

## Storia
Alcuni nomi di signori del feudo di Meudon sono ricordati a partire dal XII secolo e la presenza di un castello (manoir du Val de Meudon) è attestata dal XIV secolo.

Nel 1426 feudo e castello furono acquistati da Guillaume Sanguin, valletto di camera del re Carlo VII e tesoriere del duca di Borgogna.
Il castello medievale venne demolito nel 1520 dal cardinale Antoine Sauguin. Fu ricostruito un corpo centrale a un piano, a pianta quadrata, con abbaini intagliati; l'edificio era in mattoni, arricchito, secondo il modello italiano, da pilastri, cornicioni e incorniciature in pietra. Il cardinale ne fece poi dono nel 1527 a sua nipote, Anne de Pisseleu d'Heilly, favorita del re Francesco I. Al castello furono aggiunti padiglioni a pianta quadrata e due ali, terminanti con altri padiglioni identici: queste aggiunte rispettarono lo stile del corpo principale precedente. Sul modello del castello d'Écouen ai padiglioni vennero aggiunte delle torrette angolari a sbalzo.

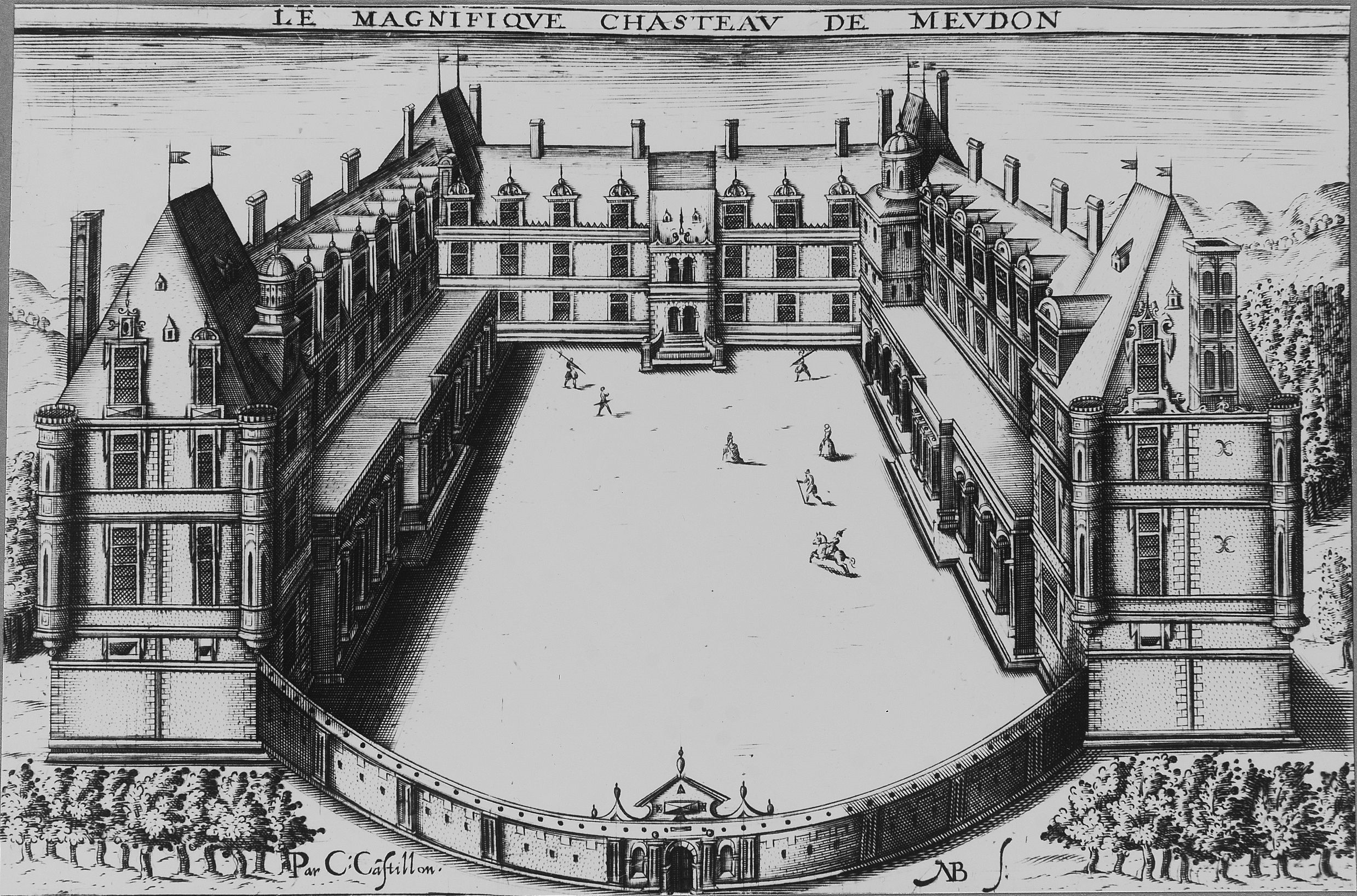
Stampa con vista del castello di Meudon nel XVI secolo.

Nel 1552 dopo la morte del re, Anne de Pisseleu, caduta in disgrazia, vendette il castello al cardinale Carlo di Lorena, che intraprese nuovi lavori di abbellimento e ingrandimento, ispirandosi a modelli italiani. Dal lato della corte le ali furono raddoppiate con una galleria coperta a terrazza, su disegno di Francesco Primaticcio, mentre le sale interne furono decorate con scene del concilio di Trento, su modello delle pitture italiane con medesimo soggetto di Taddeo e Federico Zuccari.
Il terreno circostante viene sistemato con un giardino terrazzato e furono addossati al pendio altri piccoli edifici, in stile misto italiano e francese. Fu realizzata anche una grotta, decorata con mosaici, conchiglie, coralli e maioliche, disegnata da Francesco Primaticcio.

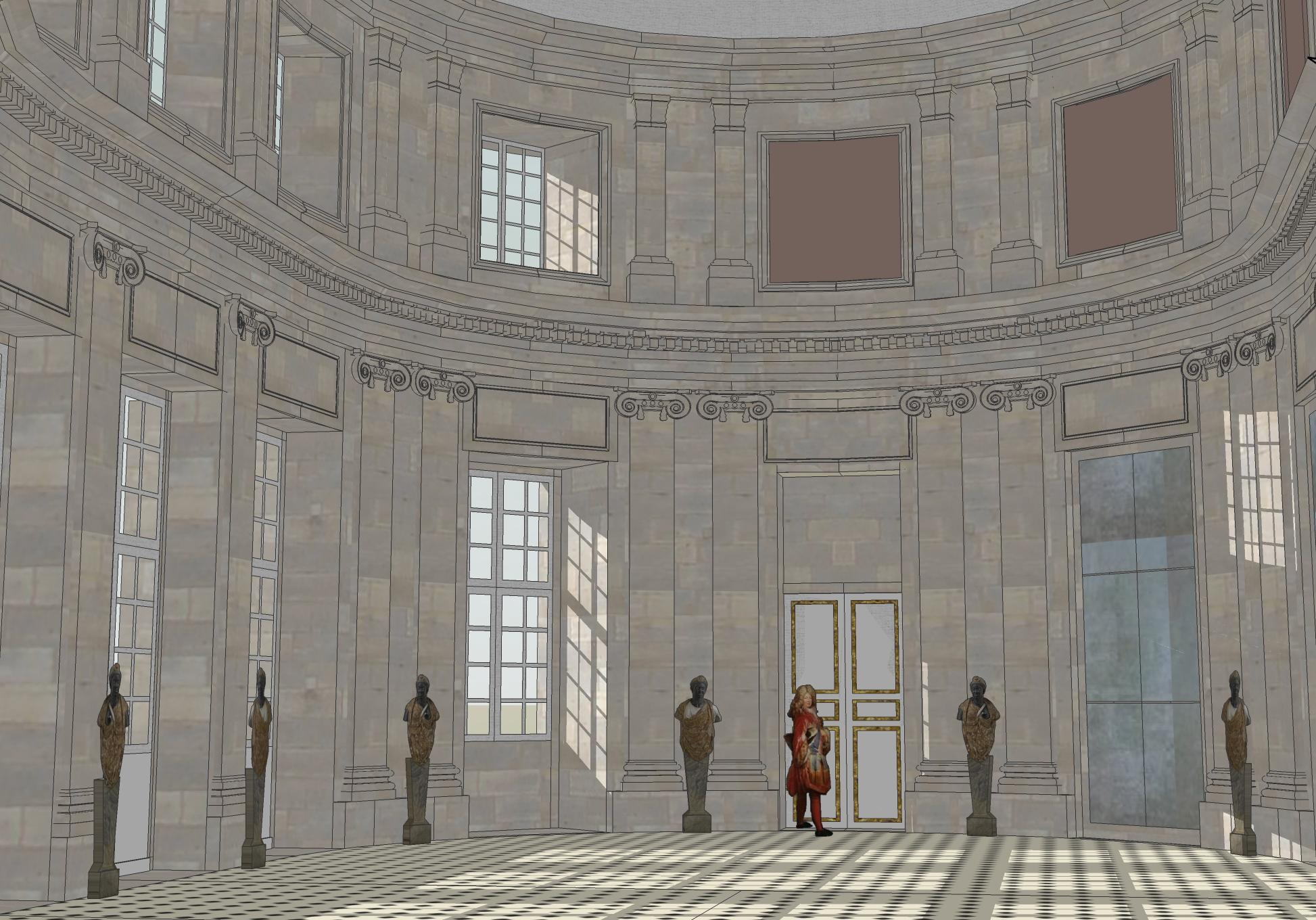
Ricostruzione del grande salone centrale.

Alla morte del cardinale il castello restò di proprietà della sua famiglia. Venne saccheggiato durante le guerre di religione e nuovamente durante la fronda. Fu acquistato nel 1654 da Abel Servien, sovraintendente alle finanze, che divenne barone di Meudon. Servien incaricò Louis Le Vau di nuovi lavori di abbellimento. L'originario corpo centrale venne sostituito da un padiglione ottagonale sormontato da un alto tetto a piramide tronca, con un'ampia terrazza sulla sommità (la calotte de Meudon): al piano terra ospita un grande salone coperto a cupola, sul modello del castello di Vaux-le-Vicomte. Nel giardino venne costruita una grande terrazza e furono iniziate le sistemazioni con bacini e stagni; tutto l'insieme è racchiuso in un recinto dal 1656.
Dopo la morte di Servien, suo figlio vendette nel 1679 il castello al marchese di Louvois, ministro della guerra di Luigi XIV. La sua posizione, prossima a Versailles e a Chaville, dove erano altre proprietà della famiglia, era infatti ottima per il ministro, che realizza altri abbellimenti: la facciata è arricchita di busti e di balconi su colonne, e all'interno nuovi dipinti: pitture di fiori nello stile di Jean-Baptiste Monnoyer sopra le porte e 12 grandi tele di Adam Frans van der Meulen raffiguranti le grandi battaglie del regno, furono collocate nella galleria est. Nel parco furono realizzati grandi lavori idraulici e il giardino superiore fu sistemato da André Le Nôtre tra il 1679 e il 1681. Venne sistemato anche un grande orto, che in seguito prese il nome di "orto del Delfino" (potager du Dauphin).

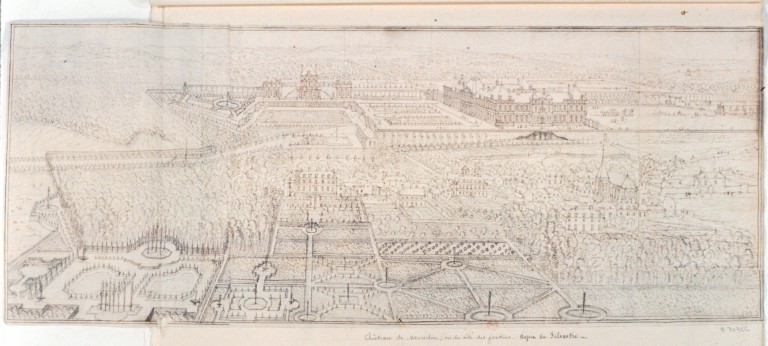
Veduta del castello di Meudon e dei suoi giardini alla fine del XVII secolo.

Nel 1695 la vedova di Louvois, Anne de Souvré, su richiesta del re Luigi XIV, scambiò Meudon con il castello di Choisy con l'aggiunta di una consistente somma in denaro. Il castello divenne la residenza del Gran Delfino, che vi intraprese grandi lavori a sue spese, sebbene il re lo avesse inserito tra le abitazioni reali e in carico agli edifici della corona. Fece ridecorare il salone e gli interni secondo i suoi gusti, abbandonando lo stile Luigi XIV, e vi portò le sue vaste collezioni. A seconda dell'umore fece ridecorare alcune sale a più riprese e, seguendo i progressivi ingrandimenti, occupò nel castello quattro diversi appartamenti. Vi ospitò i suoi amici, artisti e cortigiani, e la sua moglie morganatica, mademoiselle de Choin.
Per ospitare la sua corte alternativa, nel 1702 Il Gran Delfino fece costruire l'"ala dei castagni", che fu collegata al castello con una galleria sospesa e ospitava al piano terra sale di ricevimento sorprendentemente semplici, che colpivano per la loro diversità dalla pompa di Versailles. Incaricò Jules Hardouin Mansart della costruzione di una cappella.
Nel 1705 decise di far demolire la grotta, passata di moda e di realizzare una nuova residenza, il "castello nuovo" (château neuf). Il progetto fu disegnato ancora dall'architetto Mansart e l'incarico per la realizzazione dell'opera fu affidato ai costruttori che avevano lavorato alla cappella di Versailles. Il nuovo edificio aveva due piani affacciati sul parco e quattro sulla terrazza della grotta demolita ed era composto da tre padiglioni coronati da tetti a terrazza a ombrello e collegati da corpi di fabbrica leggermente più bassi. La facciata era arricchita da sculture sui padiglioni laterali e da angeli che sorreggevano lo stemma del Delfino sul padiglione centrale. La maggiore innovazione fu nella disposizione degli interni, con serie di appartamenti che si aprivano su un gran corridoio centrale che serviva grandi sale da riunione. La collezione del principe era messa in valore dalle decorazioni, in colori chiari ravvivati da dorature. Questa decorazione fu molto ammirata e lanciò un nuovo stile.
Dopo l'acquisizione della vicina proprietà di Chaville, vi costituì una vasta riserva di caccia, frequentata dal principe insieme al re suo padre, e il parco di Meudon si collega a quello di Versailles. Altri abbellimenti furono realizzati nel giardino, anche su consiglio del re.

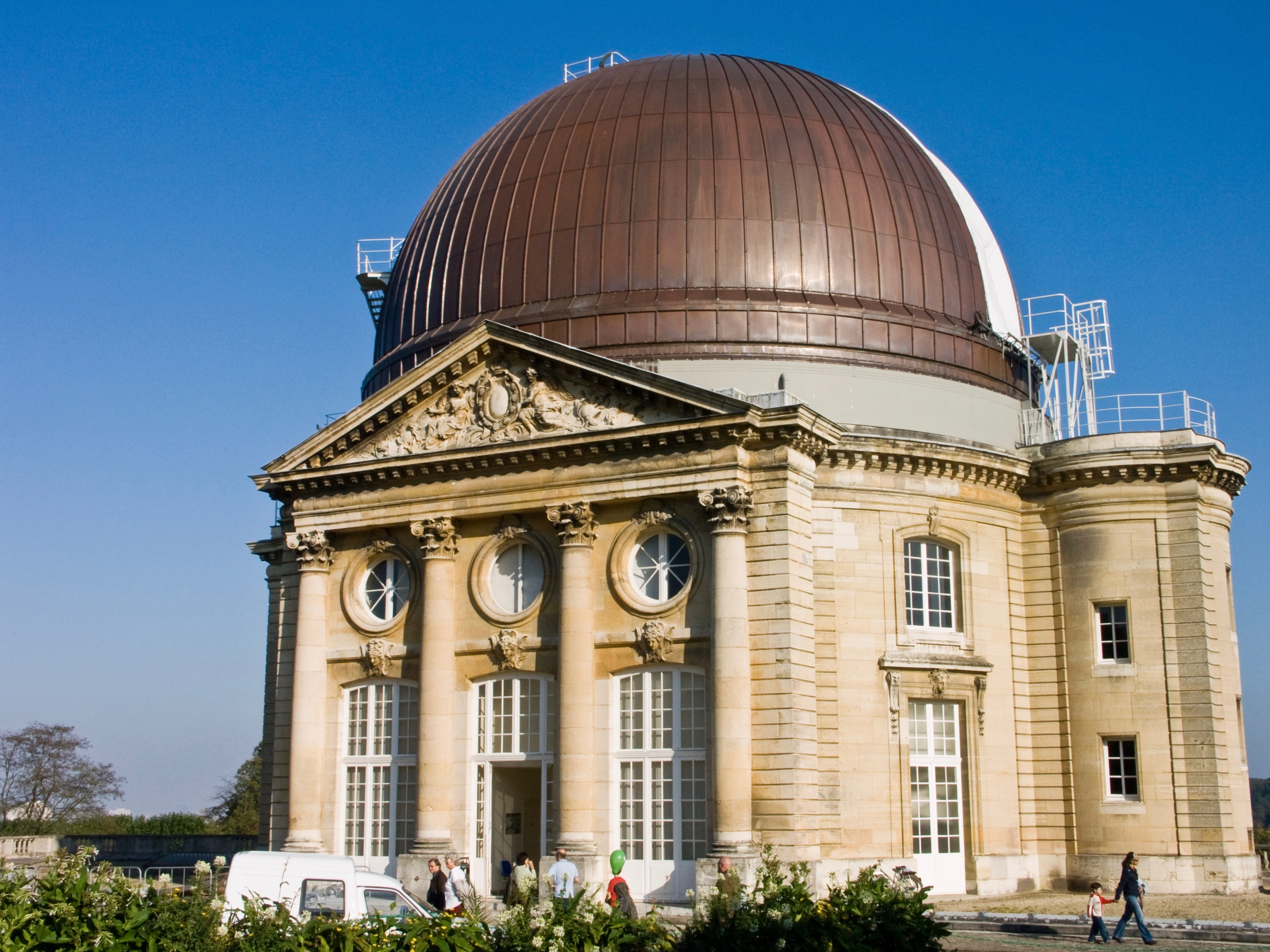
L'osservatorio astronomico di Meudon.

Nel 1711 alla morte del Gran Delfino, il castello venne abbandonato: Luigi XV gli preferiva il vicino castello di Bellevue, sempre a Meudon, che aveva fatto edificare per madame de Pompadour e quello di Meudon fu utilizzato per alloggiarvi i cortigiani. Anche il parco venne abbandonato a favore della riserva di caccia: i boschetti furono eliminati e gli stagni colmati per facilitare il passaggio degli equipaggi.
Il castello venne in parte saccheggiato nel 1792 e l'anno seguente fu trasformato dalla Convenzione in "stabilimento nazionale per differenti prove" (établissement national pour différentes épreuves), servendo come fabbrica di aerostati; vi fu anche installata una officina di artiglieria, dove si facevano prove sugli obici. Nel 1795 il Castello vecchio (Château vieux) fu danneggiato da un incendio e nel 1803 fu abbattuto, recuperandone solo alcuni elementi ornamentali e fusti di colonna che vennero utilizzati nel Louvre e presso la rotonda piccola del Luxembourg.
Nel 1807 Napoleone fece restaurare i giardini e risistemare il "Castello nuovo", facendone nel 1811 la residenza del re di Roma. Alla caduta dell'impero il castello venne tuttavia nuovamente abbandonato. Trattandosi di un sito strategico, che dominava Parigi, nel 1870 i prussiani vi installarono una batteria di artiglieria e lo incendiarono l'anno seguente.
Nel 1875 le rovine del castello vennero affidate all'astronomo Jules Janssen. Su suo incarico, l'architetto Costant Moyaux vi fece costruire tra il 1880 e il 1885 un osservatorio astronomico, riunito nel 1927 all'Osservatorio di Parigi, come sezione di astrofisica.

## Descrizione
Il "Castello vecchio" (Château vieux) era l'edificio centrale del possedimento, situato sull'asse principale della "Grande prospettiva" (Grande perspective). Al suo interno si trovavano gli appartamenti del re Luigi XIV e di madame de Maintenon, il "Grande appartamento di Monseigneur" (Grand appartement de Monseigneur), del Gran Delfino, e le sale di rappresentanza ("Salone ovale", detto "salone dei Mauri", con dodici busti di mauri, "Galleria di Meudon", lunga 40 m, "salone del Piccolo Ponte", "salone degli Albani)".
La cappella, completata nel 1702, segue il modello della grande cappella di Versailles, sebbene fosse stata completata una decina di anni prima. Ha navata unica con volta a botte, terminante con una semicupola sopra il presbiterio. La pala d'altare è un grande dipinto ldi Antoine Coypel, raffigurante la Resurrezione (4,25 x 3 m) e le sculture furono scolpite da Noêl Jouvenet, François Lespingola e Jean Hardy.
L'"Ala dei Castagni", costruita sulla vecchia corte degli uffici o corte bassa, presenta una serie di appartamenti e sale di rappresentanza, allineate lungo la terrazza omonima.
Il "Castello nuovo" (Château neuf), sorto sulla precedente "Grotta", era caratterizzato da corridoio centrale che serviva l'insieme degli appartamenti. Dopo la sua distruzione a causa di un incendio nel 187, le sue rovine furono riutilizzate per costruire l'osservatorio astronomico.
Alcuni edifici di servizio sono collocati all'ingresso del possedimento, sopra il viale d'accesso. I tre cortili successivi comunicano tra loro per mezzo di un passaggio centrale, sistemato per i cavalli. Le scuderie hanno un solo piano mansardato, per non bloccare la vista su Parigi.
I giardini alla francese si dividevano in una parte alta e una parte bassa. La "Grande prospettiva" (Grande Prospective) è lunga 3,5 km. Il parco si estende fino a quello del castello di Versailles, con terreno mosso, foreste, numerosi stagni e grandi zone pianeggianti.

## Condizione giuridica
Il possedimento di Meudon è diviso in due: la parte bassa (Grande terrazza e orangeria) sono gestiti dalla città e accessibili al pubblico, mentre la parte alta, con il castello nuovo e i giardini alti, come anche i servizi situati presso l'ingresso, dipendono dal Ministero dell'educazione nazionale francese e sono collegati all'Osservatorio di Parigi. Lo Stato resta proprietario dell'insieme del possedimento.